# Apomecyna biseriata
Apomecyna biseriata là một loài bọ cánh cứng trong họ Cerambycidae.